# Priekulė
Priekulė (niem. hist. Prökuls) – miasto na Litwie, w okręgu kłajpedzkim, w rejonie kłajpedzkim. W 2011 roku liczyło 1413 mieszkańców.
W mieście znajdują się kościół katolicki i kościół ewangelicki.
Najstarsza wzmianka o miejscowości pochodzi z XVI wieku. W 1587 powstała w Priekulė parafia, a w 1688 wzniesiono kościół ewangelicki. Miejscowość była częścią Prus Książęcych, po czym znalazła się we władaniu brandenbursko-pruskim, od 1701 Prus, od 1871 do 1920 Niemiec, a następnie Litwy.

## Galeria

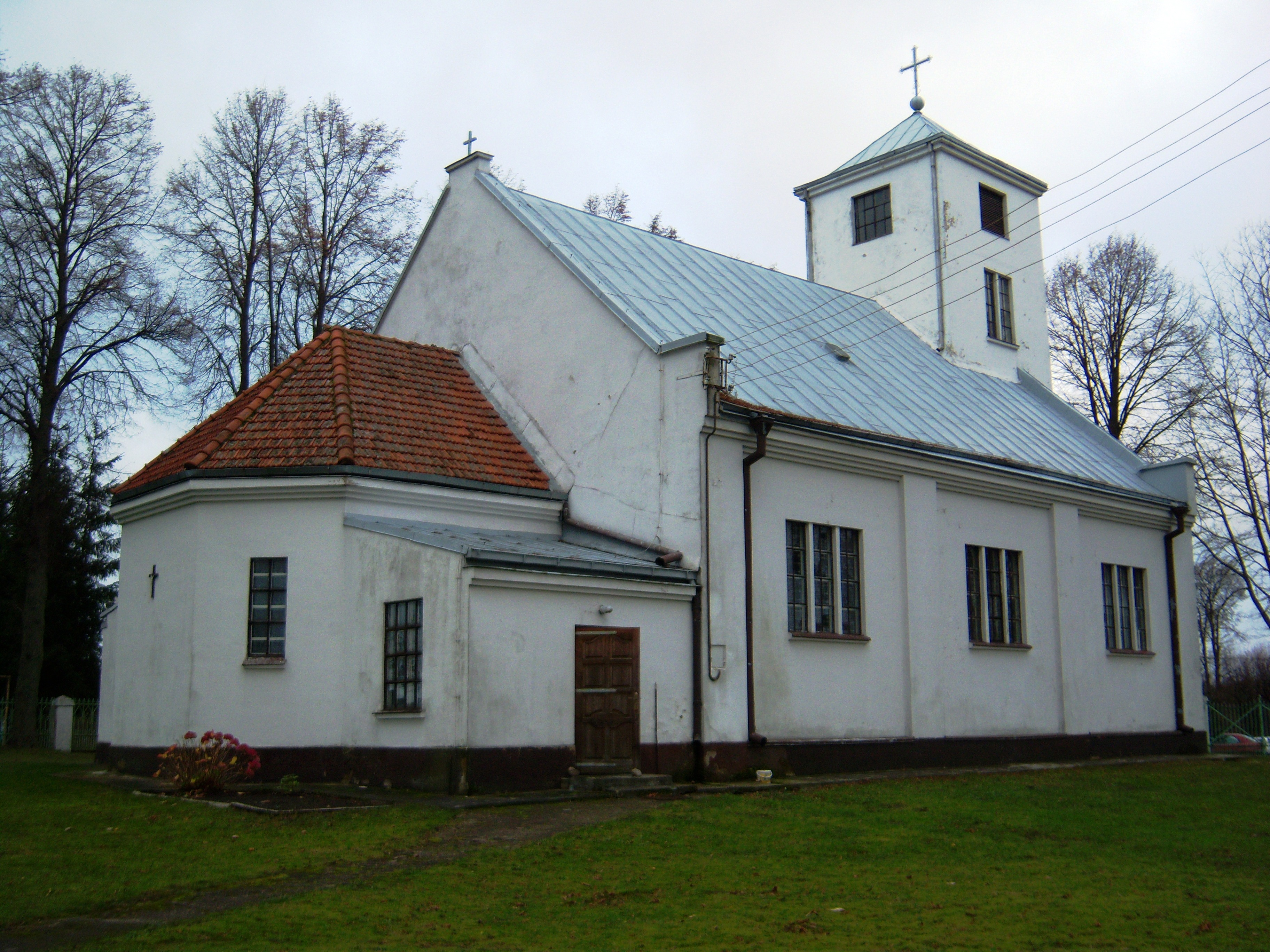
Kościół św. Antoniego (katolicki)
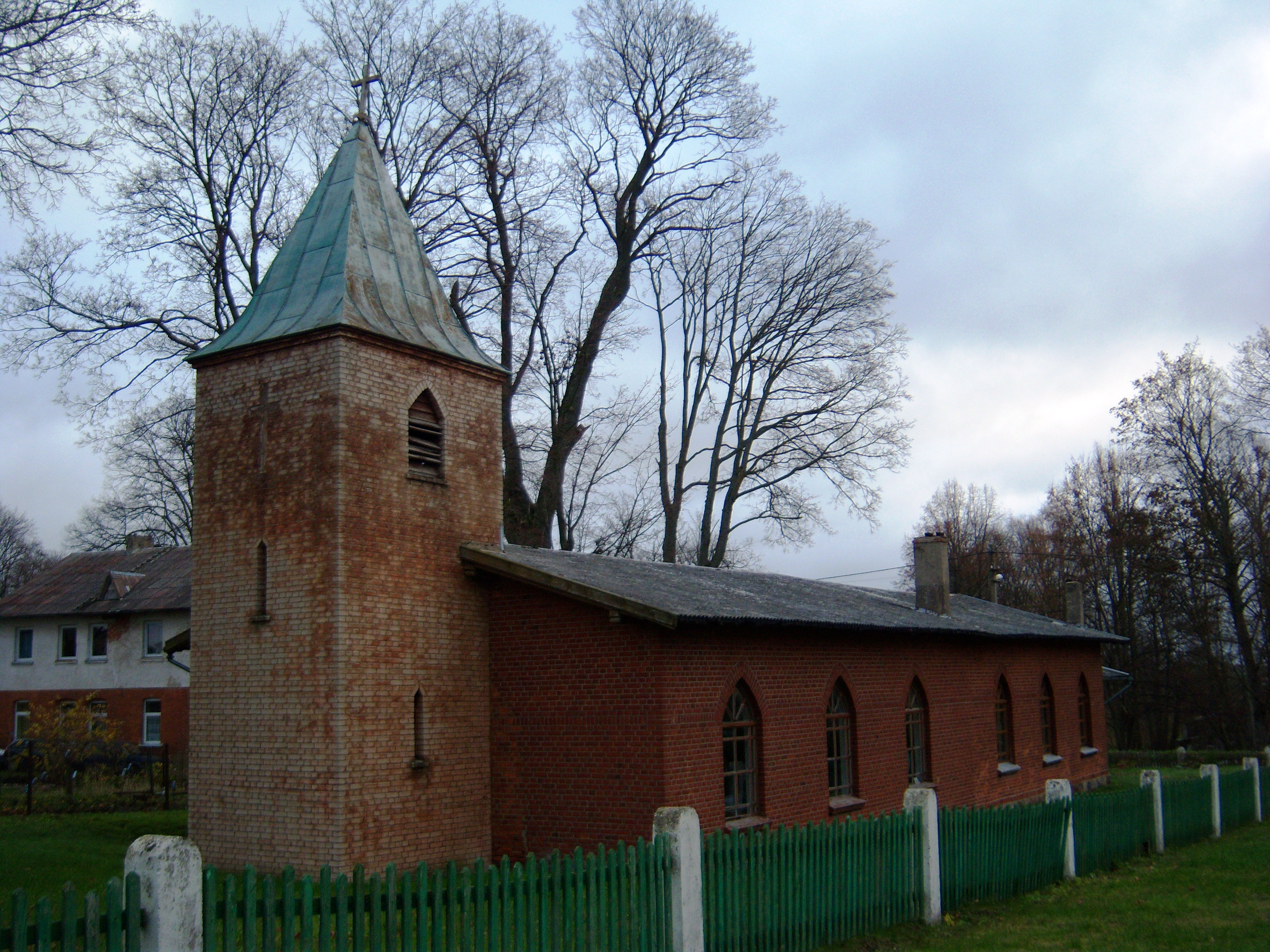
Kościół ewangelicki
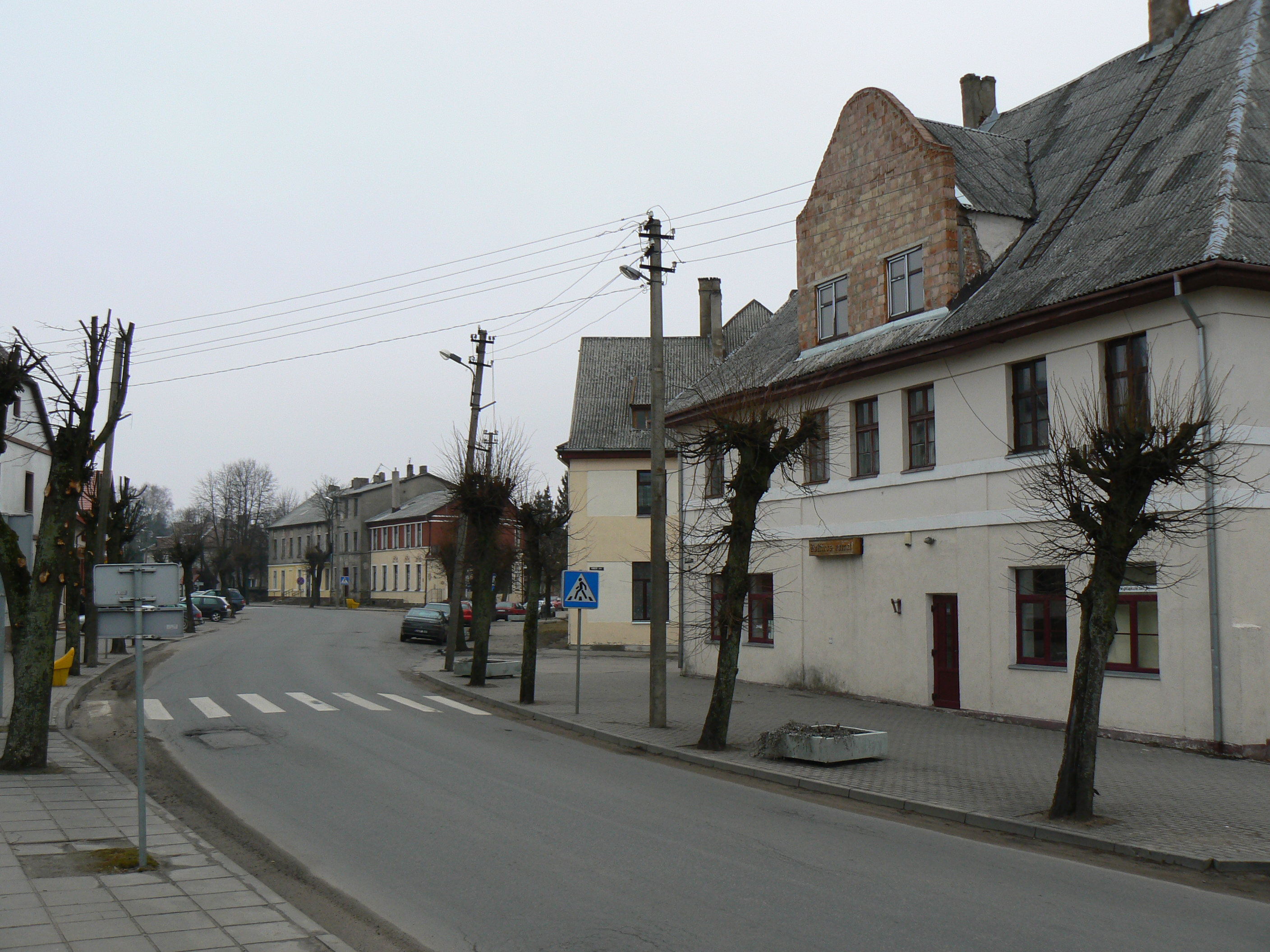
Ulica Kłajpedzka (Klaipėdos gatvė)
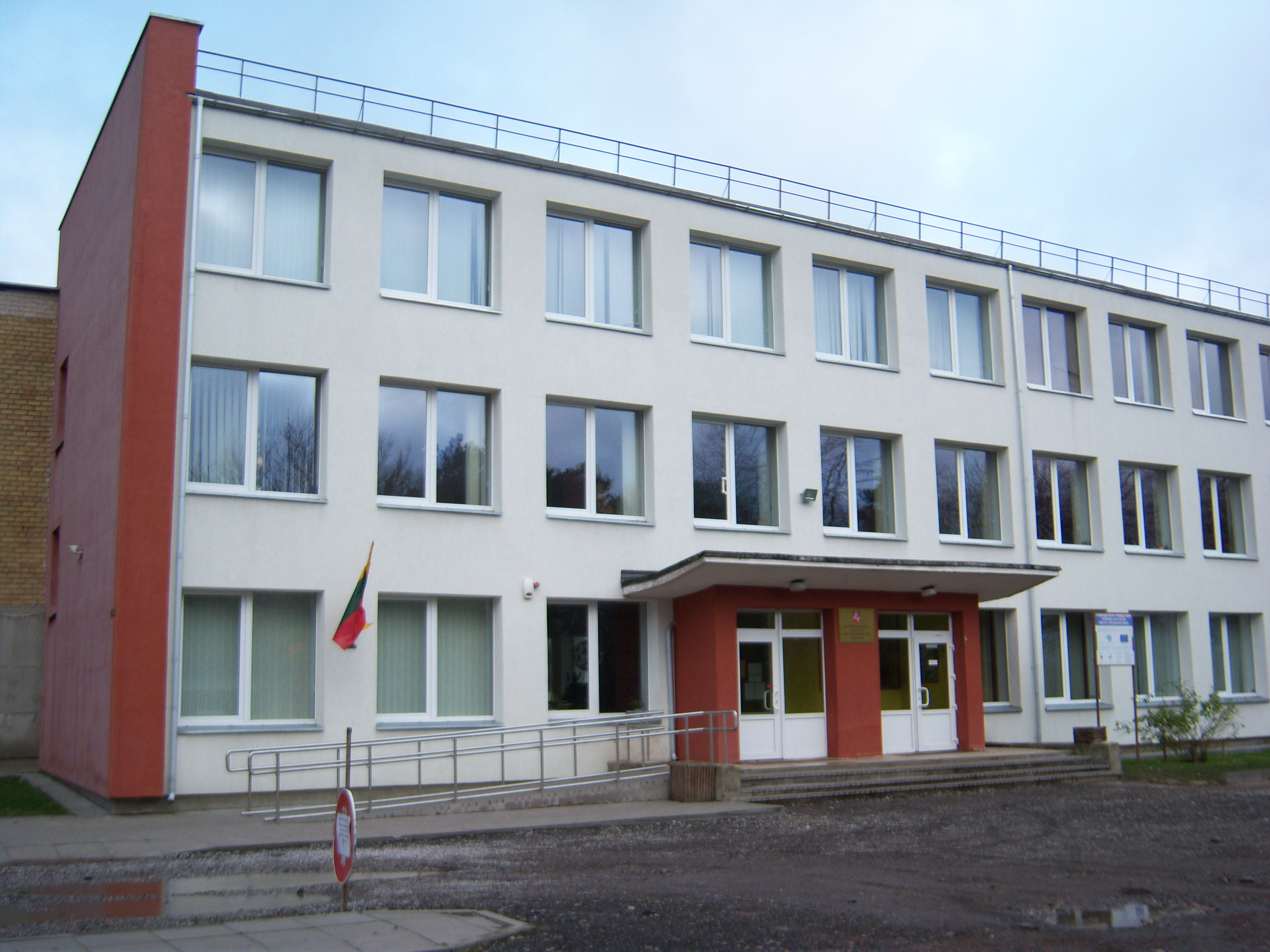
Szkoła